# ターザン ボーイ
「ターザン ボーイ」は、岡村靖幸の15枚目のシングル。
1991年7月25日にEpic/Sony Recordsより発売された。

## 概要
前作「カルアミルク」を挟んで1年振りの新曲。
岡村は1991年以降、リリース数が減少傾向にあった。

## 収録曲
（全曲作詞・作曲・編曲：岡村靖幸）
1. ターザン ボーイ
2. イケナイコトカイ (Live Version)
  - ライブツアー「Tour "家庭教師"」から1991年3月17日の中野サンプラザでの音源が収録されている。また、この音源はライブビデオ『LIVE 家庭教師 '91』に収録されているものと同一である。

## 収録アルバム
| 曲名                            | 収録アルバム           | 備考 |
| ------------------------------- | ---------------------- | ---- |
| ターザン ボーイ                 | 『禁じられた生きがい』 |      |
| ターザン ボーイ                 | 『OH! ベスト』         |      |
| ターザン ボーイ                 | 『岡村ちゃん大百科』   |      |
| イケナイコトカイ (Live Version) | 『岡村ちゃん大百科』   |      |